# Idea imperial de Carlos V

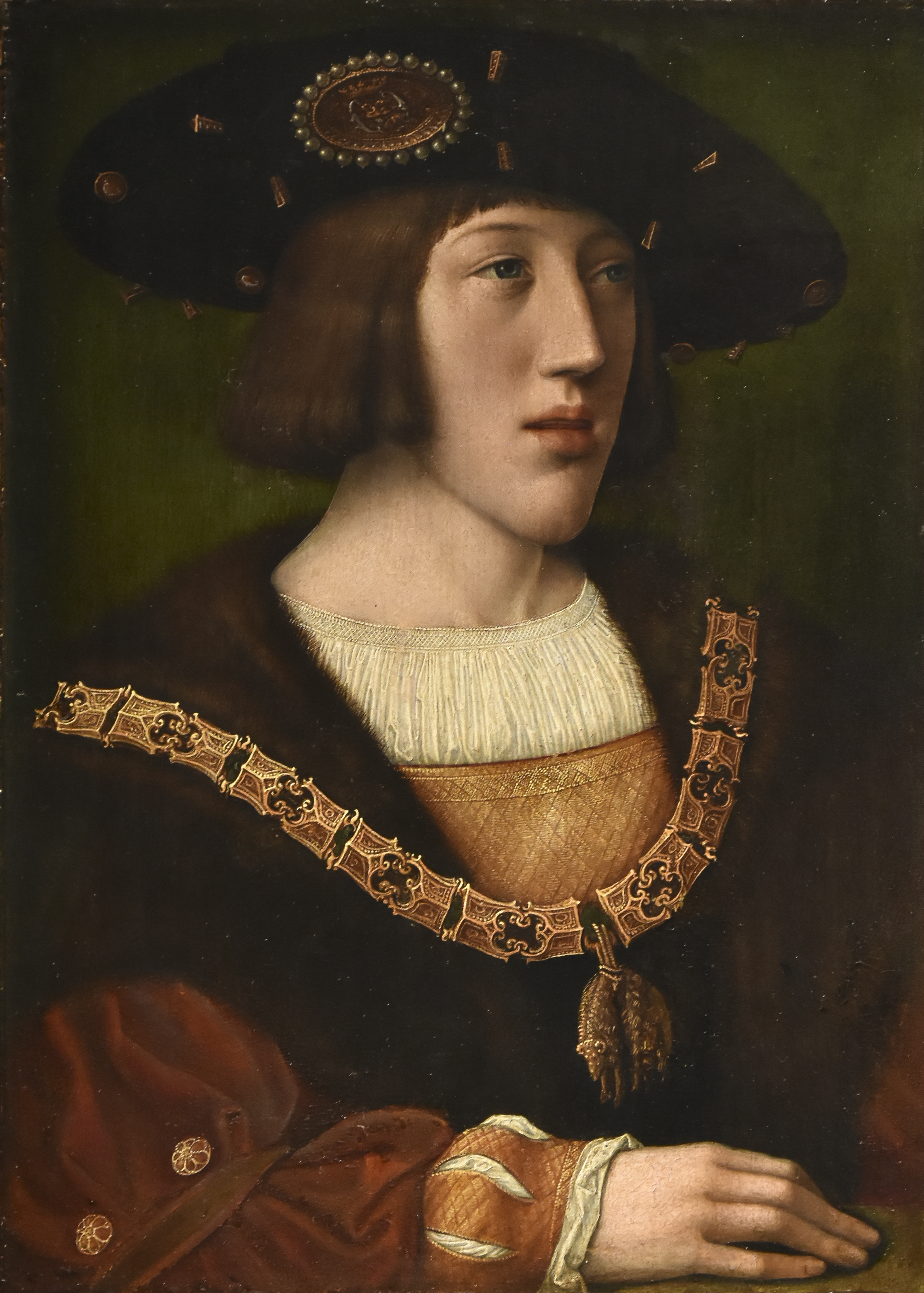
Carlos de Habsburgo, adolescente, luce en este retrato de Bernard van Orley la condecoración borgoñona del Toisón de Oro.

La idea imperial de Carlos V, a veces calificada de monarquía universal, ha sido sujeta a muy distintas interpretaciones sobre su modernidad o medievalidad. Fue debatida desde las mismas formulaciones de sus consejeros, el italiano canciller Mercurino Gattinara, su preceptor flamenco Adriano de Utrecht (futuro papa Adriano VI) y los castellanos Pedro Ruiz de la Mota (obispo de Badajoz, conocido como doctor Mota), fray Antonio de Guevara y otros, entre los que se pueden citar a Hugo de Moncada, a Fernando de Ávalos (marqués de Pescara) o a Alfonso de Valdés. Las oposiciones internas (Guerra de las Comunidades de Castilla y Reforma protestante en Alemania) y externas (fundamentalmente su rivalidad con Francisco I de Francia y su ambigua relación con el Papado, continuidad de la medieval entre los dos poderes universales) también fueron decisivas en su definición. En la historiografía es un tópico recurrente, sobre todo desde la polémica entre Karl Brandi y Ramón Menéndez Pidal (1937).

## Una o varias ideas de Imperio
El joven Carlos de Habsburgo, nacido en Gante en 1500, recibió en la corte flamenca una educación humanista y cristiana (era la época de Erasmo de Róterdam). A medida que recibía a través de sucesivas herencias un vastísimo conjunto de territorios (a la muerte de su abuelo Fernando el Católico en 1516; y de su abuelo Maximiliano I de Habsburgo en 1519) y conseguía la elección imperial (1519, en pugna con Francisco I de Francia) fue configurando, con la intervención de varios consejeros, una idea (o sucesivas y distintas ideas) de cómo y en beneficio de qué utilizar ese inmenso poder, entre el providencialismo y la razón de estado; el universalismo y distintos lugares que podría considerar como el centro de su Imperio (Flandes, Borgoña, Alemania, Castilla...); hacia dónde expandirse (Colonización española de las Américas, Norte de África, Guerras de Italia, Este de Europa...) y quiénes eran sus enemigos (protestantes, turcos, franceses, el propio Papa...) y aliados (principalmente Portugal e Inglaterra).

## Fracasos y cesiones
Se suele considerar como un fracaso la trayectoria de esa idea imperial, plasmado en sucesivas renuncias. Las más polémicas fueron las cesiones tanto políticas como religiosas a los príncipes alemanes (Dieta de Worms, Dieta de Augsburgo), en el contexto de la Reforma protestante y la Guerra de Esmalcalda. Las cesiones de cargos y dignidades que implicaban la desmembración territorial del Imperio no fueron imposiciones de ninguna fuerza opuesta, sino decisiones completamente voluntarias de instaurar en determinados tronos a miembros de su familia de su total confianza. La primera renuncia fue la que afectaba a los territorios del Archiducado de Austria, que cedió en 1520 a su hermano Fernando I de Habsburgo, junto con la pretensión a sucederle en el Sacro Imperio (1531) y los territorios de la Corona de Hungría (1527). Esta decisión originó, posteriormente, la división de la dinastía en los Habsburgo de Viena y los Habsburgo de Madrid. La última, las denominadas abdicaciones de Bruselas (1555-1556).